# U.F.O
《U.F.O》는 MC몽의 일곱 번째 정규 음반이다. 로엔엔터테인먼트에서 2016년 11월 2일에 발매됐다. 정규 6집 《Miss Me Or Diss Me》 이후로 2년 만의 복귀 음반이다.

## 논란과 차트 성적
음반 제작에 참여했던 이루(Famous Bro), 김태우, 박장근이 이번 앨범의 홍보를 지원사격했지만, 해당 음반의 댓글은 누리꾼들의 수많은 악플들로 가득찼다. 또, 뮤직 비디오에 출연한 이선빈은 본의 아니게 립싱크 논란에 휩싸이게 됐다. 이에 대해 타이틀곡의 정은지 파트를 립싱크한 부분을 가지고서 누리꾼들이 ‘자신이 부르지 않은 부분을 왜 립싱크하냐’라는 의견이 있었으며 다른 일각에서는 ‘시켜서 한 것일 뿐’이라는 등의 반응을 보였다. 뒤이어 립싱크 논란 뿐이 아닌 MC몽의 셀프 디스에 대해서도 논란이 일고 있다. 이는 해당 영상의 후반부에 자신을 셀프 디스하고 있는 장면이 수록되어 있어서 누리꾼들의 심기를 건드렸다는 의견이 많다는 것이었다. 그럼에도 불구하고 국내 음원 사이트에서 대부분의 수록곡들이 차트에 진입했으며, 타이틀곡은 선두권을 다투고 있다.

## 수록곡
| #            | 제목                                                | 작사                         | 작곡                                      | 편곡  | 재생 시간 |
| ------------ | --------------------------------------------------- | ---------------------------- | ----------------------------------------- | ----- | --------- |
| 1.           | 〈블랙홀〉 (Feat. 에일리)                           | MC몽, Famous Bro             | Famous Bro, HYMAX, 홍혜진                 | 3:48  |           |
| 2.           | 〈널 너무 사랑해서〉 (Feat. 정은지 of 에이핑크)     | MC몽                         | MC몽, 장준호                              | 4:03  |           |
| 3.           | 〈눈물〉 (Feat. 다린 of Highcolor)                  | MC몽                         | MC몽, EastWest                            | 3:55  |           |
| 4.           | 〈초콜릿같은 입술 한 숟가락만 줘요〉 (Feat. 이바다) | MC몽, 박장근                 | 김희원                                    | 3:54  |           |
| 5.           | 〈And You〉 (Feat. 찬미, 뉴아 of Highcolor)         | MC몽                         | 김건우                                    | 4:14  |           |
| 6.           | 〈꽃〉 (Feat. 김태우)                               | MC몽, 박장근                 | 테드, 이단옆차기                          | 3:47  |           |
| 7.           | 〈케미〉 (Feat. 은하 of 여자친구)                   | MC몽, 김상현                 | 윤건                                      | 3:21  |           |
| 8.           | 〈U.F.O〉 (Feat. 수란, 우태운, 페노메코) (CD Only)  | MC몽, 수란, 우태운, 페노메코 | MC몽, 수란, Mokyo                         | 2:45  |           |
| 9.           | 〈아무것도 못하겠어〉 (Feat. Babylon)               | MC몽, Babylon                | MC몽, Babylon, 라디오 갤럭시              | 3:51  |           |
| 10.          | 〈Show's Just Begun〉 (TAK Mashup)                  | MC몽, 박장근                 | MC몽, 나의현, 최필강, BLUEBRIDGE, Holiday | 2:28  |           |
| 11.          | 〈새벽에 띠리링〉 (Feat. 박보람)                    | MC몽                         | MC몽, 양갱                                | 3:28  |           |
| 12.          | 〈블랙홀〉 (Inst.)                                  |                              | Famous Bro, HYMAX, 홍혜진                 | 3:48  |           |
| 13.          | 〈널 너무 사랑해서〉 (Inst.)                        |                              | MC몽, 장준호                              | 4:03  |           |
| 총 재생 시간 | 총 재생 시간                                        | 총 재생 시간                 | 총 재생 시간                              | 44:45 |           |

### 내용주
1. ↑  2014년에 발매한 윤건의 정규 4집 수록곡인 〈케미 (Feat. 지조, 리지 of 오렌지캬라멜)〉를 리메이크하였다.
2. ↑  〈죽을만큼 아파서 (Feat. 멜로우)〉 〈서커스 (Feat. 임유경 of 달래 음악단, $howgun)〉 〈Indian Boy (Feat. 박장근, B.I)〉 〈미치겠어 (Feat. M.A.C)〉 〈내 생애 가장 행복한 시간 (Feat. 허각)〉 〈New York (Feat. 백지영)〉 〈아이스크림〉 〈죽도록 사랑해 (Feat. 박정현)〉 〈천하무적 (Feat. 박장근)〉을 매시업해서 한원탁이 편곡했다.

### 참조주
1. ↑  정상호 (2016년 11월 3일). “이선빈·김태우·박장근, MC몽 지원사격 "인정할 건 합시다...대박나라"...비난 감수?”. 뉴스핌. 2016년 11월 3일에 확인함.
2. ↑  이은비 (2016년 11월 3일). “MC몽 뮤직비디오 출연한 이선빈이 욕먹는 이유”. 《YTN》 (YTN & YTN PLUS). 2016년 11월 3일에 확인함.
3. ↑  “MC몽, 신곡 뮤직비디오서 "나 욕하는 사람들 줄지 않았냐"… 네티즌 "다음에 다시 얘기하자 순실이 때문에 정신없다"”. 《조선일보》. 2016년 11월 2일. 2016년 11월 3일에 확인함.
4. ↑  이미현 (2016년 11월 3일). “[분석IS] 여아이돌 사이에 낀 MC몽…'욕하면서도 듣는' 이유”. 《일간스포츠》 (JTBC Content Hub). 2016년 11월 3일에 확인함.